# يانا زدانوفا
لانا (يانا) زدانوفا (ولدت في 28 فبراير 1988)، نسوية أوكرانية وناشطة اجتماعية، وعضوة قيادية منذ بداية الألفية الثانية في مجموعة الاحتجاج النسوية الراديكالية فيمن. اشتهرت الحركة بتنظيم احتجاجات مثيرة للجدل بصدور عارية ضد أوجه عدم المساواة بين الرجال والنساء، والبغاء، وصناعة الجنس، والديكتاتورية، ورهاب المثلية، وغيرها من القضايا السياسية والاجتماعية.

## النشأة
ولدت زدانوفا في ماكيفكا، والتي كانت تحت الحكم السوفييتي آنذاك. تخرجت من مدارس ماكيفكا ودونيتسك، والتحقت بجامعة كييف الوطنية للثقافة والفنون في كييف. تخرجت في عام 2009 بدرجة البكالوريوس، وحصلت في عام 2010 على درجة الماجستير في تاريخ الثقافة. عملت بين عامي 2009 و2012، كراقصة على المسارح الصغيرة وفي النوادي الليلية في كييف، محتفظة بقيمة الفنون مثل الأدب والهندسة المعمارية، كعنصر ثمين في حياتها.

## اللجوء السياسي
منحت الحكومة الفرنسية حق اللجوء السياسي ليانا زدانوفا في 12 فبراير 2014. وباستثناء النشاط مع أعضاء آخرين في مجموعة فيمين، فقد احتجت بمفردها تحت شعار مبادئ المساواة بين الرجل والمرأة ذاتها. كانت هذه الاحتجاجات كالتالي:
24 مايو 2012: استحوذت على كأس بطولة أوروبا لكرة القدم 2012 في مدينة لفيف الأوكرانية قبل أن يُقبض عليها من قبل الحراس. كان الشعار «فاك يورو»، وكان الاحتجاج ضد الحدث الرياضي في الشهر التالي، والذي وصفته حركة فيمين بأنه سبب محتمل للسياحة الجنسية. سُجنت زدانوفا لمدة 5 أيام في كييف.
26 يوليو 2012: هاجمت في مطار بوريسبيل في كييف، بطريرك موسكو وروسيا الاتحادية البطريرك كيريل، لحظة وصوله من أجل احتفال ديني. كان الشعار «اقتلوا كيريل» احتجاجًا على نشاط الكنيسة الأرثوذكسية الشرقية المنخرطة في السياسة. قُبض عليها وسُجنت 15 يومًا. أُكّد أن «الاحتجاج ضد الأشخاص النافذين ليس بالجديد، ولكن مواجهتهم جسديًا، كهجوم (اقتلوا كيريل) من قبل زدانوفا، كان أول هجوم نسوي متطرف من طرف فيمن على شخص نافذ».
7 يونيو 2013: احتجت بالقرب من السفارة الروسية في كييف من خلال تصميم رقصة من كاريكاتور عن حياة بوتين الشخصية.
29 نوفمبر 2013: احتجت في فيلنيوس عاصمة ليتوانيا، خلال قمة التعاون بين الاتحاد الأوروبي وست دول أخرى ممن كانوا ضمن الاتحاد السوفيتي. كان رئيس أوكرانيا فيكتور يانوكوفيتش الوحيد من بين القادة الستة الذين لم يوقعوا على معاهدة التعاون. وكان شعار الاحتجاج هو «من أوكرانيا إلى الاتحاد الأوروبي». قُبض عليها واحتجزت لمدة يوم في السجن.
5 يونيو 2014: دمرت تمثال الشمع لبوتين في متحف جريفين في باريس احتجاجًا على وصوله إلى باريس في ذات اليوم. كان الشعار «اقتلوا بوتين». رفع المتحف دعوى قضائية ضد زدانوفا واعتبرتها وسيلة للنضال ضد القانون المتعلق بالاستعرائية.
25 ديسمبر 2014: أخذت من مغارة الميلاد تمثال الطفل يسوع من ساحة بازيليك القديس بطرس البابوية في مدينة الفاتيكان تحت شعار «الله امرأة». كان الفاتيكان أمام خياري محاكمة زدانوفا أمام محكمة بالفاتيكان أو طردها لتُحاكم أمام محكمة إيطالية، ولكن تقرر عدم القيام بأي منهما. أمضت ثلاثة أيام وليلتين في سجن الفاتيكان قبل طردها.
17 فبراير 2015: احتجت في بودابست على زيارة بوتين للمجر، وكان الشعار «عد إلى موطنك يا بوتين».